# لويس هنري شتاينر
لويس هنري شتاينر (بالإنجليزية: Lewis Henry Steiner)‏ هو أمين مكتبة أمريكي، ولد في 4 مايو 1827، وتوفي في 18 فبراير 1892.